# Campomarino
Campomarino (Këmarini in arbëreshe) è un comune italiano di 7 944 abitanti in provincia di Campobasso in Molise. Prima cittadina da sud,  al confine con la Puglia, Campomarino è posta sulla costa adriatica;  è uno dei quattro comuni molisani di tradizione arbëreshë, insieme a Portocannone, Ururi e Montecilfone, parzialmente conservata nella cultura e nella lingua. 
Il territorio comunale, oltre al nucleo principale di Campomarino, comprende le altre località di Campomarino Lido, Nuova Cliternia, Ramitelli e Contrada Arcora .
Il comune, il cui territorio forma un unico tessuto urbano con Termoli, è socio delle associazioni nazionali "Città del vino" e "Città dell'olio", in virtù della sua vocazione agricola e vitivinicola. Campomarino è una delle principali località turistiche della costa molisana, a confine con la Puglia e ospita diverse strutture operanti nel campo del turismo balneare.

## Storia
Il territorio di Campomarino è abitato sin dal XIX-XVIII secolo a.C. come dimostrano i resti dell'insediamento scoperto nel 1980 in località 'Arcora.
Gli studi dello storico Cluverio e del vescovo di Larino (CB), monsignor Tria, identificano il territorio di Campomarino, o gran parte di esso con l'antica città di Cliternia Frentana, città appunto frentana, divenuta poi fiorente città romana, attiva sin dal periodo repubblicano fino a tutto il periodo imperiale.
Distrutta più volte durante le invasioni barbariche, in particolare dai Goti, riuscì a risorgere ed a divenire centro di notevole importanza sotto i Longobardi e i Normanni. All'inizio del periodo angioino, il paese apparteneva al feudo della famiglia d'Alneto. Nel XV secolo, passò sotto il dominio dei Monforte per essere successivamente donato da Cola di Monforte alla Corte Regia.
Il terremoto del 1456 danneggiò duramente il paese.
Pochi anni dopo, l'avanzata turco-ottomana nei Balcani determinava una vasta emigrazione albanese in direzione delle coste adriatiche della penisola italiana: numerosi furono coloro che si stabilirono nel feudo di Campomarino e ricostruirono l'abitato.
Dal 1461 al 1470, Giorgio Castriota Skanderbeg, eroe albanese Principe di Croia, in Albania, inviò un corpo di spedizione di circa 5.000 albanesi guidati dal nipote Coiro Stresio in aiuto a Ferrante I d'Aragona nella lotta contro Giovanni d'Angiò.
Il 18 agosto del 1461 Coiro Stresio sconfisse le truppe partigiane di Giovanni d'Angiò guidate da Piccinino a Lago di Sangue, presso Celle di San Vito (FG), lungo il tratturello Camporeale-Foggia.
Le popolazioni locali, e anche quella di Campomarino, subirono allora quella che fu nella storia delle colonie albanesi in Italia, la terza migrazione. Per i servizi resi, furono concessi al principe Scanderbeg diritti feudali su Monte Gargano, San Giovanni Rotondo e Trani e fu concesso ai soldati e alle loro famiglie di stabilirsi in ulteriori territori. I coloni albanesi rifondarono i territori e vissero convivendo pacificamente per lungo tempo con la popolazione locale. Dopo vari Governi, tra cui spicca quello del conte Manelfrido, dal 1503 il potere passò alla famiglia Di Sangro, la quale fu l'ultima titolare del paese prima dell'abolizione del feudalesimo.
Negli anni della seconda guerra mondiale, tra il 1940 e il 1943, Campomarino fu uno dei comuni del Molise destinati dalle autorità fasciste ad accogliere profughi ebrei in internamento civile. Con l'arrivo dell'esercito alleato nell'ottobre 1943, gli internati raggiunsero i territori liberati del Sud Italia.
Dal 1944 il territorio di Campomarino acquisì un ruolo importante all'interno del Foggia Airfield Complex, la rete aeroportuale alleata che risultò decisiva nelle missioni aeree nelle fasi finali della guerra. Con cinque piccoli aeroporti, tra cui quello di Ramitelli dal quale presero il via le missioni dei Tuskegee Airmen, il territorio di Campomarino diede un importante contributo alle missioni aeree alleate della Fifteenth Air Force, della Desert Air Force e della Balkan Air Force.
La frazione di Campomarino Lido vanta ampie spiagge, costeggiate dal lungomare e da numerosi stabilimenti balneari; vicino vi è la prima collina, detta anche zona Lido - Collina, in contrada Àrcora: gradevole e panoramico colle a poche centinaia di metri dalle spiagge; lì sorge un insediamento turistico in fase di ampliamento, formato da numerose villette.
Le frazioni di Nuova Cliternia e Ramitelli, invece, si basano su un'economia principalmente agricola.
Importante zona agricola e turistico residenziale è anche la località Àrcora, in gran parte posta su una panoramica collina a poche centinaia di metri dalle spiagge, da cui si gode di un'ampia panoramica verso le Isole Tremiti.

### Simboli
Lo stemma è uno scudo partito: il primo di verde alla torre sormontata da un'aquila; il secondo di rosso, alla quercia 
che sovrasta il mare d'azzurro, ondoso d'argento. Il gonfalone è un drappo tagliato di rosso e di azzurro.

## Monumenti e luoghi d'interesse

### Architetture religiose

#### Chiesa di Santa Maria a Mare

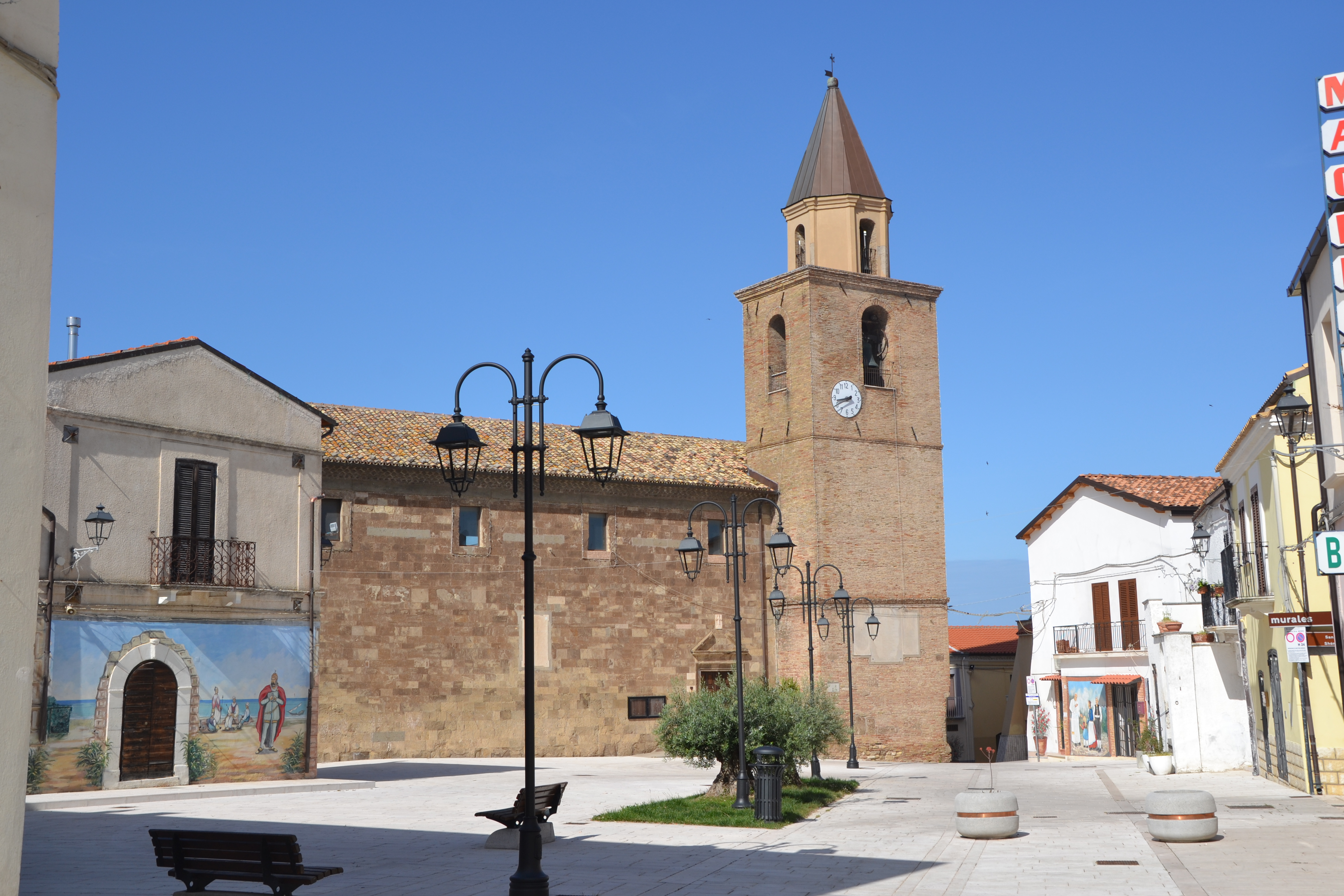
Chiesa di Santa Maria a Mare

La chiesa di Santa Maria a Mare sorge nel borgo antico di Campomarino. L'edificio ha origini medievali, ma la struttura originaria è andata quasi del tutto perduta a causa dei rovinosi terremoti che hanno interessato l'area molisana nel corso dei secoli. Il Tria descrive la chiesa medievale come "assai deforme, e mal tenuta a tre navi ad opera greca": si può ipotizzare che la chiesa avesse impianto basilicale, a tre navate e triabsidata, con una volumetria esterna che in Molise trova riscontro nelle chiese di Santa Maria della Strada a Matrice e San Giorgio a Petrella Tifernina. Il nome della chiesa sarebbe dovuto alla vicinanza al mare: in epoca medievale la linea costiera dell'Adriatico era piuttosto arretrata rispetto ad oggi e giungeva fin sotto le pendici del colle su cui sorge Campomarino.
L'aspetto attuale della chiesa è frutto della riedificazione voluta nel 1710 dal vescovo di Larino, Carlo Maria Pianetti: rispetto alla chiesa medievale, l'edificio settecentesco si presenta ad aula unica, affiancato da un solido campanile in mattoni. Nella struttura attuale sono presenti elementi superstiti della chiesa medievale: due absidi rivestite di blocchi squadrati in pietra arenaria, con un coronamento ad archetti pensili; sul fianco settentrionale, due finestre monofore che illuminano la cripta, una porta architravata sovrastata da un arco e ora tamponata, due monofore a quote lievemente diverse.
La cripta è stata riscoperta durante i lavori di restauro del 1975. L'accesso alla cripta è consentito da una scalinata posta sul fianco sinistro della navata. Si tratta di un ambiente rettangolare, coperto da volte, in cui si aprono tre absidi che rispecchiano la scansione originaria della chiesa superiore. La struttura poggia su due grossi pilastri, che sostituiscono i perduti sostegni delle volte. L'apparato murario, in blocchi squadrati di pietra arenaria, è scandito da semicolonne e presenta decorazioni di epoca medievale (la doppia ghiera degli archi, le cornici e i capitelli delle semicolonne ornati con motivi vegetali) che richiamano la decorazione delle chiese di San Nicola a Guglionesi e di San Giovanni in Venere a Fossacesia. La vicinanza stilistica con queste chiese lascia supporre che la cripta di Santa Maria a Mare sia stata costruita nel XII secolo. All'interno della cripta vi sono inoltre degli affreschi datati tra XV secolo e XVI secolo che raffigurano San Nicola in abito episcopale e un santo a cavallo, forse San Giorgio, che calpesta un uomo disteso a terra, forse un riferimento alla lotta contro i Turchi che in quei secoli compivano incursioni lungo la costa dell'Adriatico.
La chiesa ospita una reliquia di Santa Cristina, patrona di Campomarino la cui celebrazione ricorre il 24 luglio. All'interno dell'edificio è inoltre custodito un busto che raffigura la santa, il quale è portato in processione durante la festa patronale.

#### Chiesa del Santo Spirito

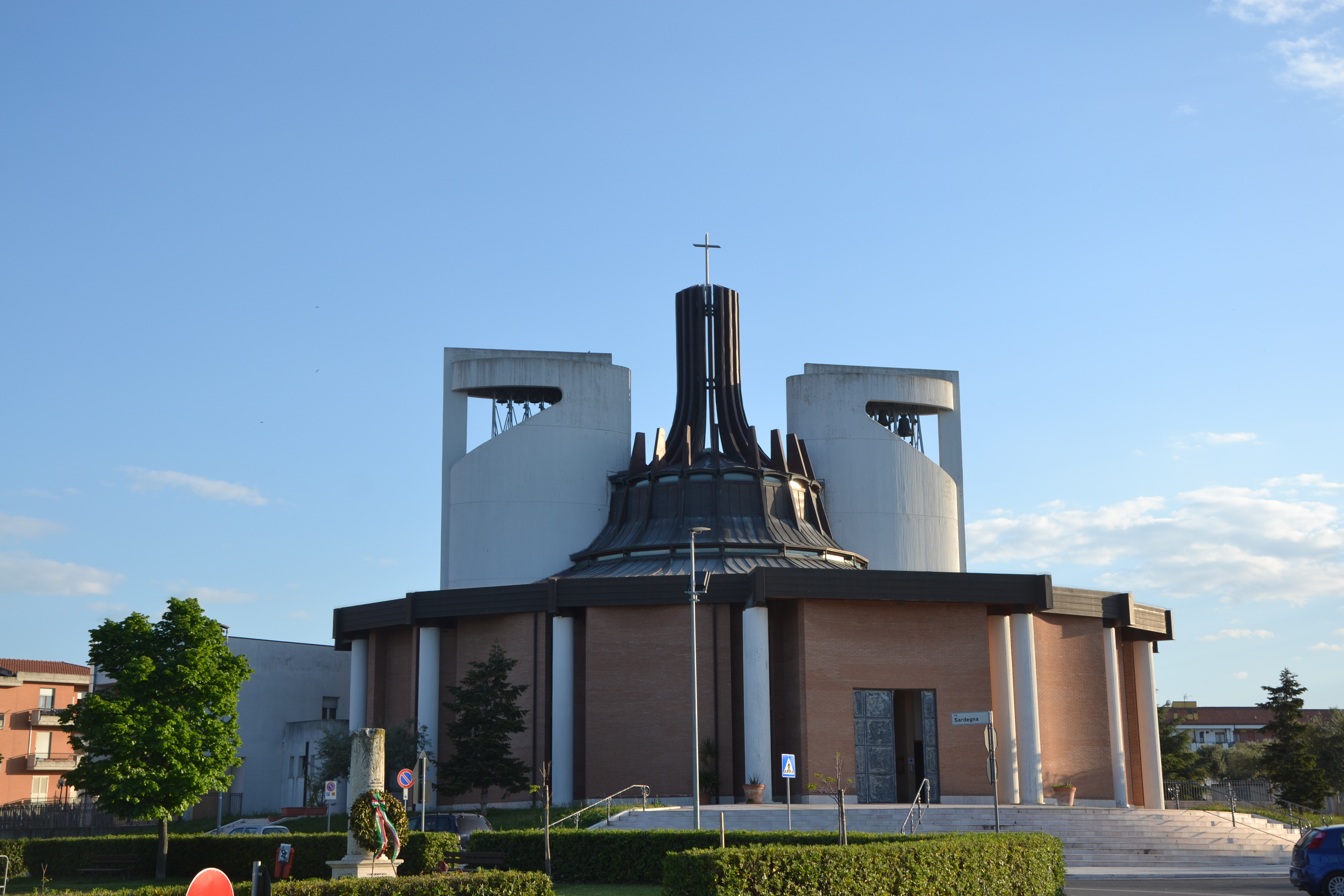
Chiesa del Santo Spirito

La chiesa del Santo Spirito è comunemente nota come "chiesa nuova", per distinguerla dalla "chiesa vecchia" o "antica", appellativo popolare con cui si fa riferimento alla chiesa di Santa Maria a Mare. Il luogo di culto, infatti, è di recentissima costruzione: la prima pietra è stata posta nel 1995, in occasione della Domenica delle Palme, mentre l'edificio fu completato nel 1999. Nello stesso anno furono benedette le sette campane del Giubileo, posizionate sui due campanili bianchi che svettano ai fianchi del corpo della chiesa.
La chiesa copre un'area di circa 610 metri quadrati ed è stata concepita con un impianto che risponde alle nuove norme liturgiche, per cui è necessario un maggiore coinvolgimento dei fedeli. Accanto alla chiesa sorge un palazzo che ospita un oratorio e un centro giovanile.

#### Chiesa di Sant'Anna

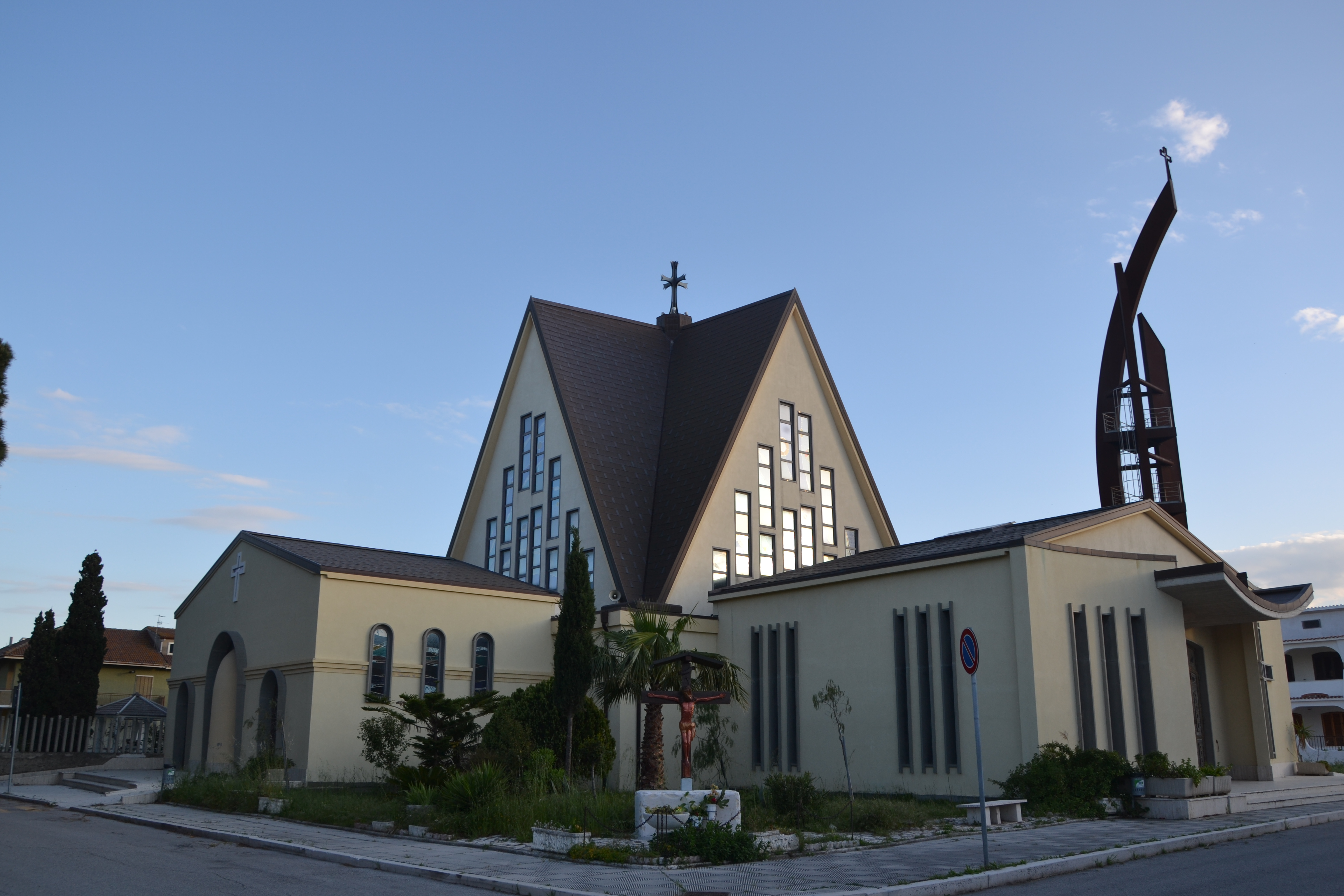
Chiesa di Sant'Anna

La chiesa di Sant'Anna si trova nella località di Campomarino Lido. La sua costruzione risale al 1970, quando si rese necessario un luogo di culto per far fronte alle necessità spirituali dei nuovi residenti e dei turisti che in estate raggiungono le spiagge campomarinesi. La chiesa, espressione dell'architettura religiosa contemporanea, ha pianta a croce latina: all'incrocio dei bracci svetta un alto corpo centrale con tetti fortemente a spiovente, che la rendono subito riconoscibile. Le finestre della chiesa sono ornate da vetrate policrome realizzate da Natale De Grandis.
La chiesa è intitolata a Sant'Anna, patrona della frazione e compatrona del comune, la cui ricorrenza è tradizionalmente celebrata il 23 luglio a Campomarino, giorno antecedente alla festa patronale di Santa Cristina, mentre la festa in onore della santa al Lido si celebra il 26 luglio, la data convenzionalmente fissata dalla Chiesa cattolica.

#### Santuario della Madonna Grande
Il Santuario della Madonna Grande, costruito nel XVII secolo, sorge nella frazione di Nuova Cliternia. Secondo la tradizione, un contadino rinvenne all'interno di una grotta sotterranea un quadro raffigurante la Vergine Maria, che divenne da subito oggetto di sentita devozione. L'icona della Madonna Grande, perciò, fu posta in una chiesa "tutta di mattoni in forma ottagonale di una grandezza smisurata" che divenne meta di pellegrinaggi che partivano non solo dai borghi della diocesi di Termoli-Larino, ma anche da alcune cittadine abruzzesi della diocesi di Chieti, quali Lentella e Fresagrandinaria. Sulla porta del santuario furono incise le insegne araldiche di Diego I d'Avalos, Marchese del Vasto, devoto benefattore che transitava spesso per l'agro cliternino durante i viaggi verso Serracapriola. Il quadro della Madonna Grande è esposto sull'altare maggiore ed è portato in processione durante le celebrazioni del 15 agosto, in occasione della festa dell'Assunta.

#### Edicola della Madonnina
L'edicola della Madonnina si trova lungo via Favorita, nei pressi di un'altra edicola votiva dedicata alla Vergine Maria che un tempo era situata fuori dal centro urbano, ma che con il progressivo ampliamento di Campomarino nel XX secolo è stata inglobata tra le nuove abitazioni.

### Architetture civili

#### Palazzo Norante

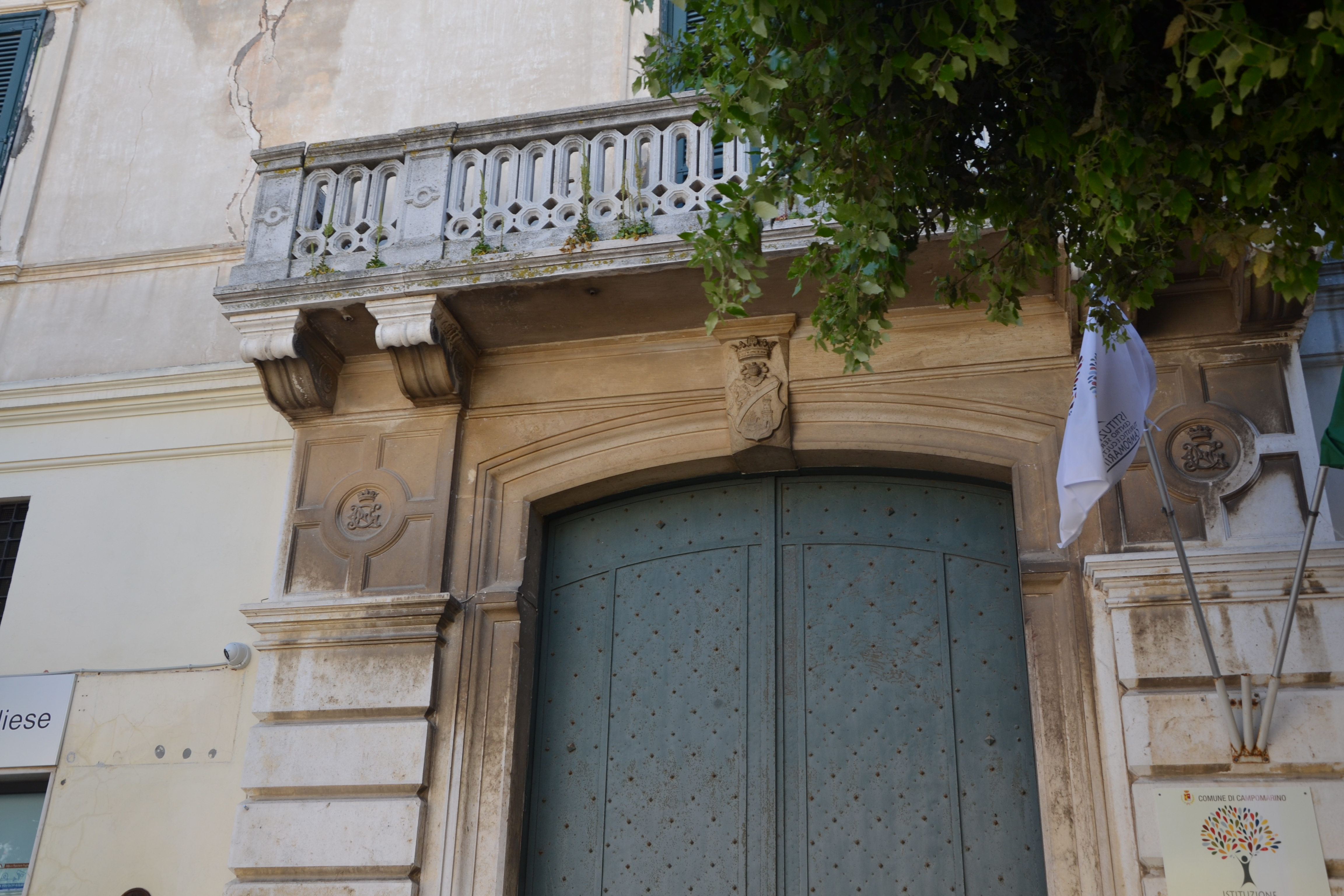
Portale di Palazzo Norante

Palazzo Norante sorge lungo Corso Skanderbeg. La sua costruzione risale al XIX secolo ad opera dei marchesi Norante. L'edificio ha pianta rettangolare e si sviluppa su due piani, separati da una cornice marcapiano; sul lato sud è presente una torre a pianta quadrata, con copertura a quattro falde. La muratura è costituita da mattoni intonacati e sui lati sud ed est presenta un cornicione con modanatura a mensole e cantonali in mattoni. Le finestre del primo piano presentano modanature e cornici sporgenti. Il portale d'ingresso è in pietra con arco ribassato e modanature. L'edificio è oggi in parte di proprietà privata, mentre nella parte aperta al pubblico ospita la Biblioteca comunale "Ibrahim Kodra" e l'Istituzione Centro servizi Turistici e Culturali, il Caffè letterario e una scuola di musica.

### Altro

#### Murales del borgo antico

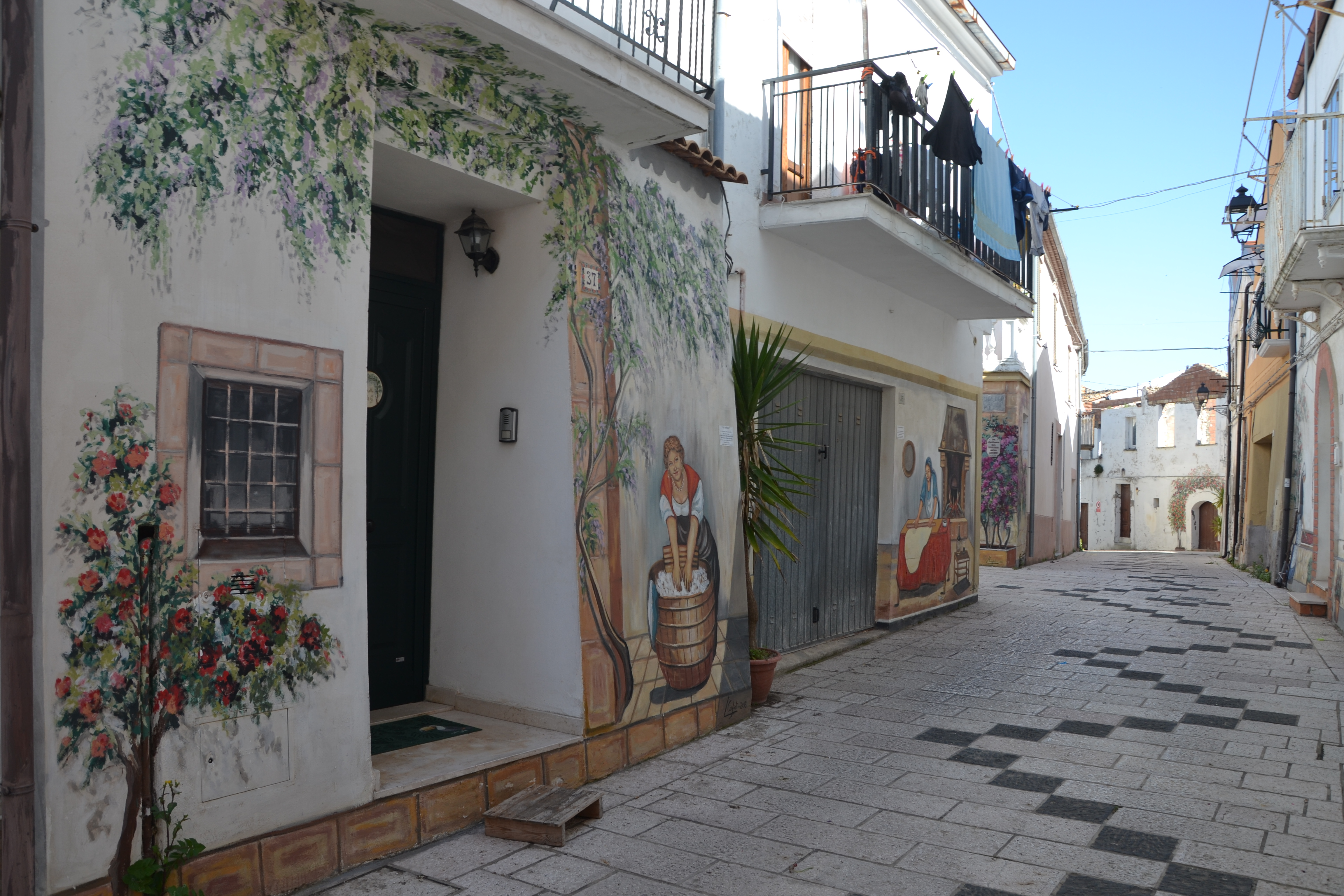
Murales nel borgo antico di Campomarino

Campomarino è nota anche come "il borgo dipinto", giacché le pareti esterne delle abitazioni sono decorate da murales che raccontano i costumi della comunità arbëreshë: sono semplici quadretti di vita popolare, antichi mestieri, soggetti sacri, momenti e tradizioni locali. Lungo le strade si possono ammirare scene che raccontano i mestieri tradizionali della comunità italo-albanese, come il calzolaio, la ricamatrice, la fornaia, la lavandaia e la massaia. A questi si aggiungono immagini di rituali della comunità, come la "serenata d'amore", in cui un giovane accompagnato da due violinisti corteggia l'amata alla finestra, la scena di un matrimonio in costume tradizionale arbëreshë, oppure un gruppo di giovani impegnati nella raccolta delle olive, coltura tradizionale del luogo.

#### Piazza Vittorio Veneto

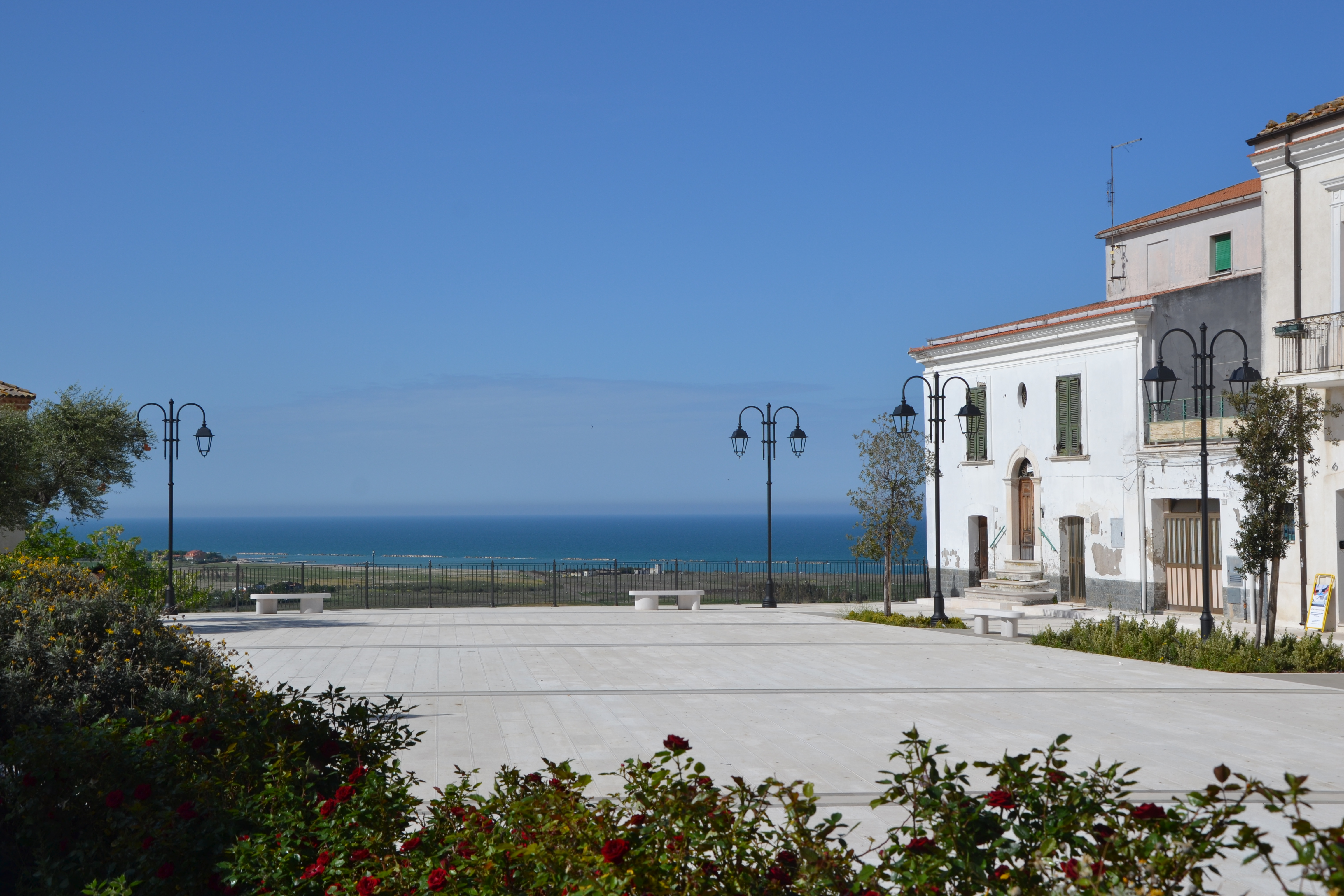
Belvedere di Piazza Vittorio Veneto

La Piazza Vittorio Veneto è il cuore del paese. La caratteristica che la distingue è il belvedere, che offre una vista panoramica sulla costa adriatica, in particolare sul tratto che si estende da Campomarino Lido a Termoli; in presenza di condizioni meteorologiche favorevoli, è possibile vedere le isole Tremiti in lontananza. L'aspetto della piazza è stato modificato più volte nel corso del tempo: la ristrutturazione più recente risale al 2018, quando la piazza è stata notevolmente ampliata e ripavimentata, nell'ambito dei lavori di pedonalizzazione del borgo antico.

#### Monumento ai Caduti

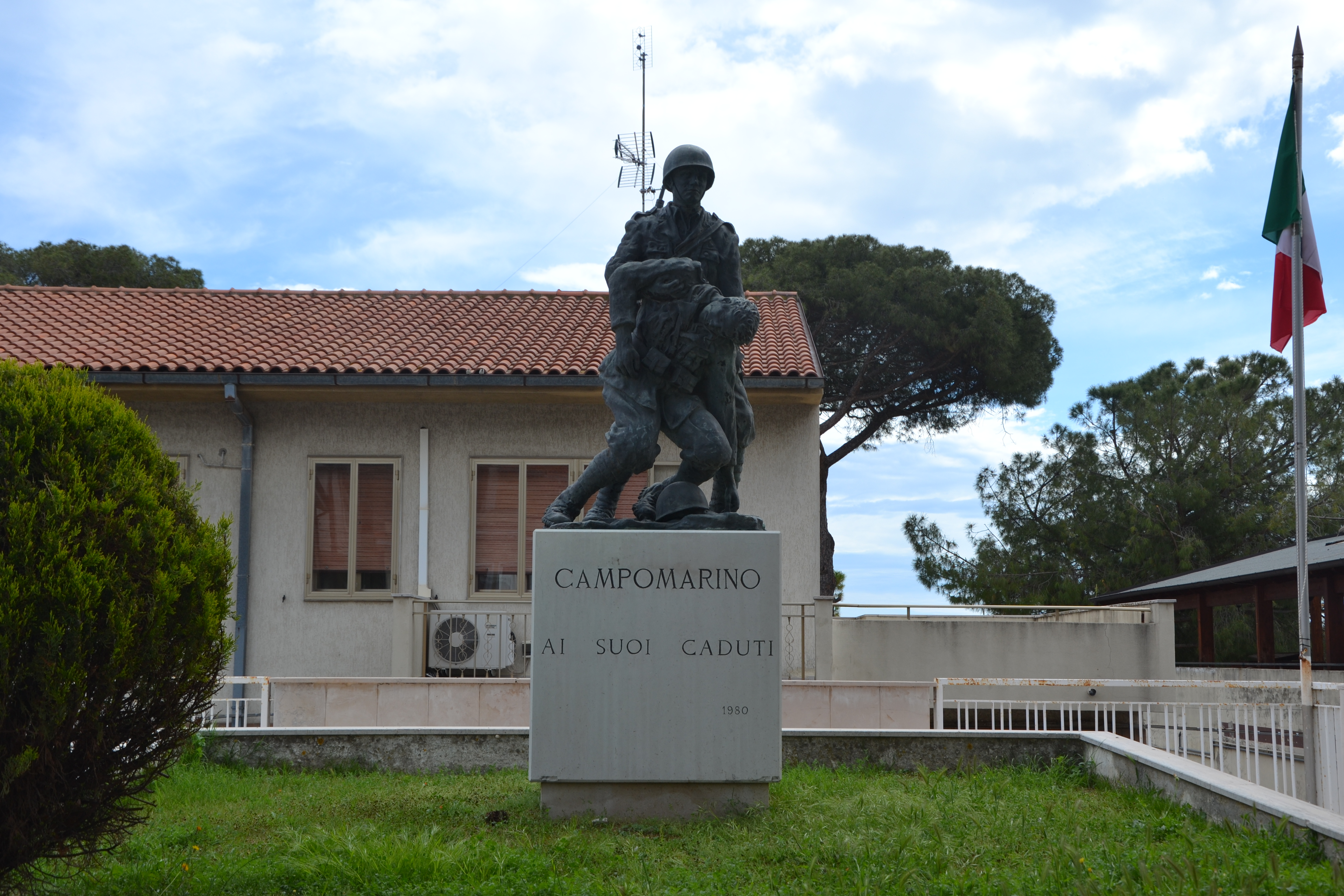
Monumento ai Caduti

Il Monumento ai Caduti, realizzato nel 1980, sorge su corso Guglielmo Marconi ed è dedicato ai caduti della Prima e della seconda guerra mondiale. È costituito da un basso podio, che funge anche da giardinetto, dove sul fronte sono posizionate delle lapidi di granito con incisi i nomi dei caduti. Al centro si innalza il basamento marmoreo, su cui è incisa l'iscrizione dedicatoria insieme alla data di realizzazione. Il gruppo scultoreo in bronzo rappresenta la morte di un soldato sorretto da un altro commilitone. La somiglianza con il monumento di Montecilfone, in particolare nell'inclinazione delle teste, nei visi e nelle divise, permette di ipotizzare che entrambi siano stati realizzati dalla stessa fabbrica, la Fonderia Curti di Milano, che ha realizzato diversi monumenti ai caduti nella provincia di Chieti.

## Società

### Evoluzione demografica
Abitanti censiti

### Etnie e minoranze straniere
Secondo i dati ISTAT al 31 dicembre 2010 la popolazione straniera residente era di 392 persone. Le nazionalità maggiormente rappresentate in base alla loro percentuale sul totale della popolazione residente erano:
- Romania 134 1,86%
- Albania 100 1,39%

## Cultura

### Eventi e manifestazioni

#### Festa patronale di Santa Cristina

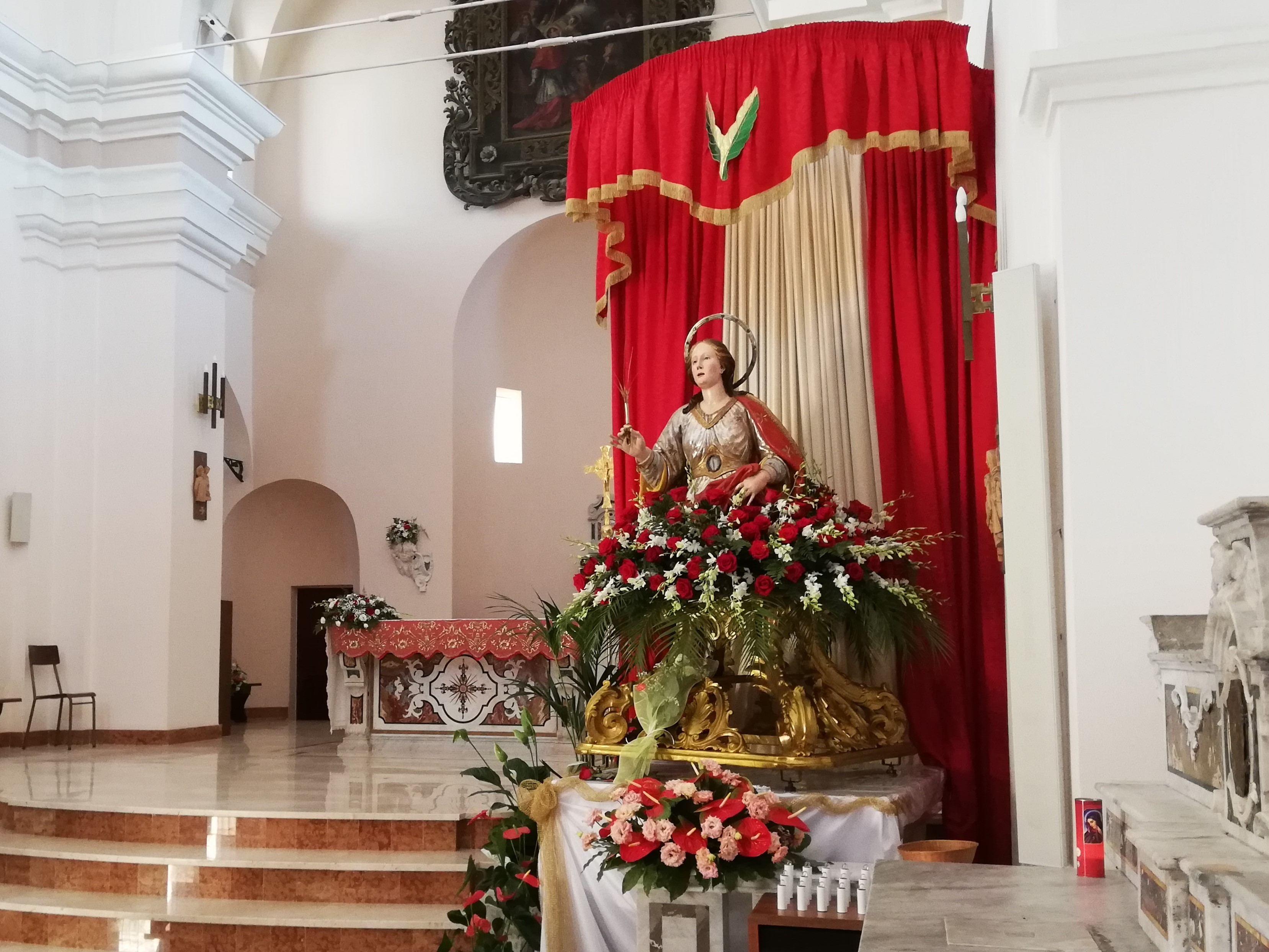
Statua di Santa Cristina esposta nella chiesa di Santa Maria a Mare

La festa patronale di Santa Cristina si celebra ogni anno a Campomarino il 24 luglio. Le celebrazioni si svolgono in tre giorni: il 23 luglio si festeggia Sant'Anna, mentre il 24 e il 25 luglio ricorre la festa patronale vera e propria. Nel pomeriggio del 24 luglio si svolge la solenne processione che, partendo dalla chiesa di Santa Maria a Mare, si snoda lungo le strade del borgo antico e del paese nuovo, con una sosta presso l'edicola della Madonnina. La festa è accompagnata da concerti bandistici, mentre la sera vengono allestite delle bancarelle e un luna park. La notte del 24 luglio si assiste allo spettacolo dei fuochi pirotecnici.

#### I presepi del Borgo
Nel mese di dicembre, durante le celebrazioni natalizie, il centro storico di Campomarino ospita la mostra de "I Presepi del Borgo". L'evento, organizzato dall'Associazione Borgo Antico di Campomarino, prevede l'esposizione in teche o all'interno delle cantine delle abitazioni del paese di oltre duecento opere presepiali molto diverse tra loro. Nella mostra si possono ammirare presepi di tutte le dimensioni, realizzati secondo il costume tradizionale ma anche con materiali innovativi e in forme insolite, come all'interno di una conchiglia o di una chitarra. La manifestazione è inaugurata l'8 dicembre, in occasione della festa dell'Immacolata Concezione, e si chiude il 6 gennaio con l'arrivo dei Re Magi e la celebrazione dell'Epifania. Durante il periodo di festa la visita è accompagnata da degustazioni di preparazioni culinarie dolci e salate della tradizione e di vin brulé, mercatini e concerti di canti natalizi.

## Economia

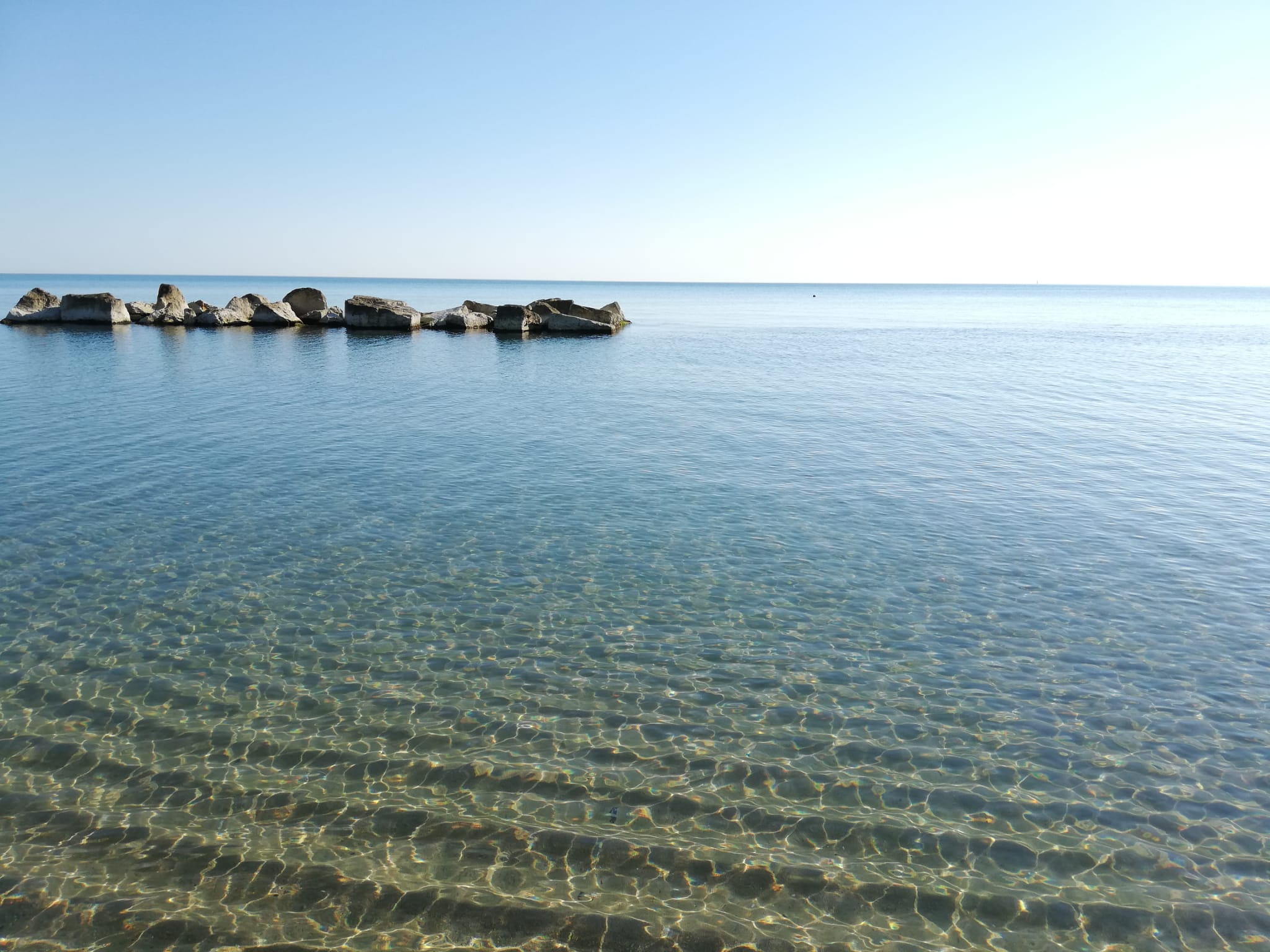
Spiaggia di Campomarino Lido

L'economia di Campomarino si basa prevalentemente sull'agricoltura: si coltivano il grano duro, l'olivo, la vite, il pomodoro, l'anguria e altri ortaggi. Un importante settore produttivo è la viticoltura: le uve impiegate nella produzione del vino provengono da vitigni quali l'Aglianico, il  Montepulciano, il Sangiovese, la Tintilia per i  vini rossi, la Falanghina e il Greco per i  vini bianchi. Nel territorio campomarinese hanno sede diverse cantine che producono vini rossi e bianchi, tra cui il Molise DOC, il Biferno DOC e il Terre degli Osci IGP.
Un altro settore economico fondamentale è il turismo, che riguarda specialmente la località di Campomarino Lido, animata da un turismo prevalentemente estivo e balneare. Nella località sono attive numerose imprese turistiche nel campo dei servizi alberghieri e ricettivi, ristoranti e stabilimenti balneari. Campomarino vanta il riconoscimento della Bandiera Blu, assegnato con cadenza annuale dalla Foundation for Environmental Education che detiene ininterrottamente dal 2013 sulla base di criteri come la qualità delle acque, la sostenibilità e la gestione ambientale.

## Infrastrutture e trasporti
Dal punto di vista della rete stradale, Campomarino è attraversata dalla strada statale 16 Adriatica.
Campomarino è inoltre attraversata dalla ferrovia Adriatica e possiede una  stazione in cui transitano principalmente treni regionali di Trenitalia.
Nella frazione di Campomarino Lido sorge il porto turistico, intitolato "Marina di Santa Cristina" in onore della patrona del comune. La struttura è tornata pienamente funzionante dal 2012, quando sono stati risolti i problemi relativi al basso fondale. La Marina di Santa Cristina è il terzo porto turistico del Molise per dimensioni e può contare fino a 500 posti barca. Inoltre, il porto è meta di numerosi pescatori locali.

## Amministrazione

### Sindaci
| Periodo          | Periodo          | Primo cittadino            | Partito                            | Carica      | Note   |
| ---------------- | ---------------- | -------------------------- | ---------------------------------- | ----------- | ------ |
| Aprile 1987      | 7 Aprile 1989    | Ida Chimisso               | Democrazia Cristiana               | Sindaco     | [ 35 ] |
| 8 aprile 1989    | 23 giugno 1990   | Lucio Carriero             | Democrazia Cristiana               | Sindaco     | [ 35 ] |
| 23 giugno 1990   | 2 maggio 1993    | Antonio Occhionero         | Democrazia Cristiana               | Sindaco     | [ 35 ] |
| 2 maggio 1993    | 26 aprile 1994   | Ettore Catena              | Democrazia Cristiana               | Sindaco     | [ 35 ] |
| 28 giugno 1994   | 21 novembre 1994 | Maria Tirone               |                                    | Comm. pref. | [ 35 ] |
| 21 novembre 1994 | 21 luglio 1997   | Giuliano Liguori           | Partito Democratico della Sinistra | Sindaco     | [ 35 ] |
| 21 luglio 1997   | 17 novembre 1997 | Giuseppe Canale            |                                    | Comm. pref. | [ 35 ] |
| 17 novembre 1997 | 28 maggio 2002   | Marcello Catena            | Cristiani Democratici Uniti        | Sindaco     | [ 35 ] |
| 28 maggio 2002   | 14 febbraio 2004 | Ernestina Piscopo Chimisso | lista civica                       | Sindaco     | [ 35 ] |
| 14 febbraio 2004 | 14 giugno 2004   | Piero Ucci                 |                                    | Comm. pref. | [ 35 ] |
| 14 giugno 2004   | 8 giugno 2009    | Anita In D'uva Di Giuseppe | lista civica                       | Sindaco     | [ 35 ] |
| 8 giugno 2009    | 26 maggio 2014   | Francesco Cammilleri       | lista civica                       | Sindaco     | [ 35 ] |
| 26 maggio 2014   | 27 maggio 2019   | Francesco Cammilleri       |                                    | Sindaco     | [ 35 ] |
| 27 maggio 2019   | 10 giugno 2024   | Piero Donato Silvestri     |                                    | Sindaco     |        |
| 10 giugno 2024   | in carica        | Vincenzo Norante           | lista civica                       | Sindaco     |        |

### Gemellaggi
- Cattaro

## Sport

### Calcio
La squadra di calcio della città è il C.N.C. Sporting, nato dalla fusione tra le due società AS Campomarino e AP Cliternina, che milita nel campionato di eccellenza molisana. 
La squadra storica, la più antiche del Paese, è la "Scuola Calcio S.S. Adriatica Campomarino" che si occupa di settore giovanile e di calcio femminile.
Nel calcio a 5 è stata attiva la "Pol. Kemarin", che ha militato a lungo nel campionato molisano di serie C1 di calcio a 5, e che non svolge più attività ufficiali.